# Nehemías 5

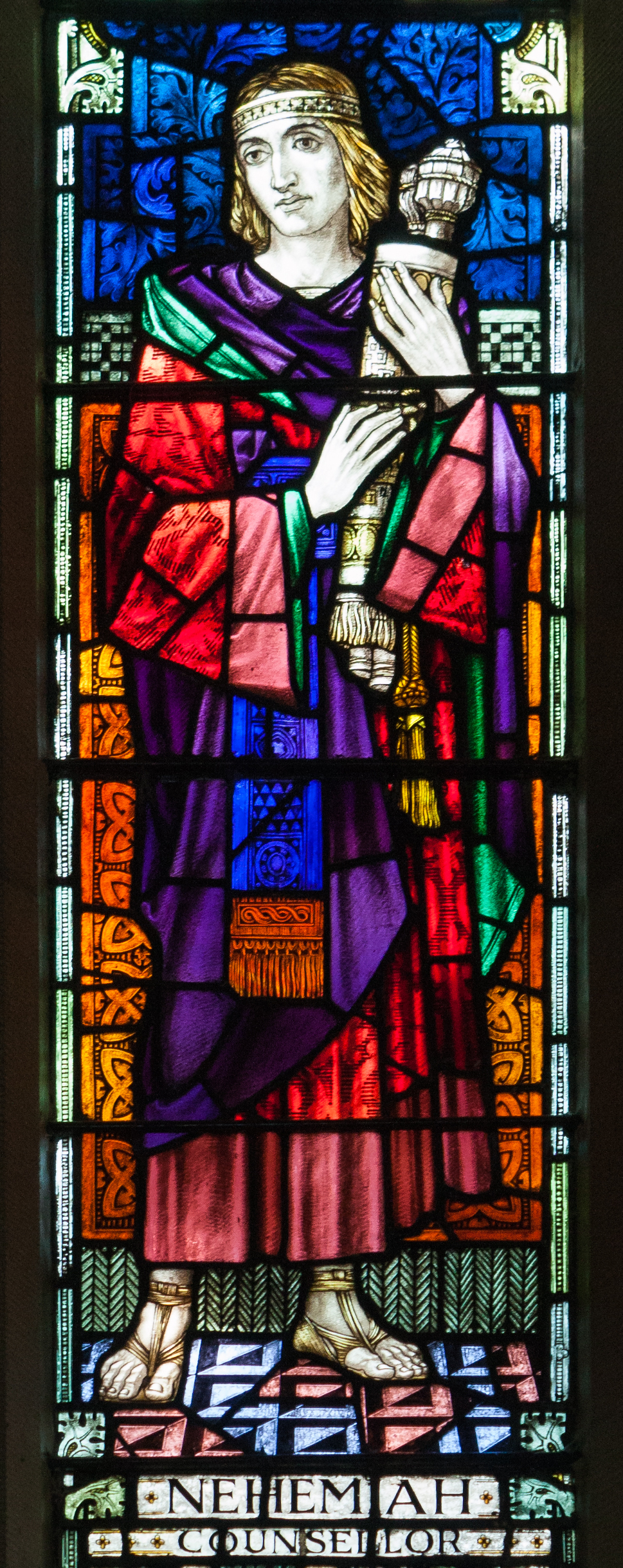
Vidriera que representa a Nehemías como «consejero». Firmado por Joshua Clarke & Sons, Dublín. Iglesia de San Patricio, Coleraine, County Londonderry, Irlanda

Nehemías 5 es el quinto capítulo del Libro de Nehemías del Antiguo Testamento de la Biblia cristiana, o el capítulo 15 del libro de Esdras-Nehemías en la Biblia hebrea, que trata el libro de Esdras y el libro de Nehemías como un solo libro. La tradición judía afirma que Esdras es el autor de Esdras-Nehemías, así como del Libros de las Crónicas, pero los eruditos modernos generalmente aceptan que un compilador del siglo V a. C. (el llamado «Cronista») es el autor final de estos libros. Este capítulo registra la reforma de Nehemías en el caso de la opresión económica entre los judíos, y muestra cómo predicó con el ejemplo.

## Texto
Este capítulo se divide en 19 Versículos. El texto original de este capítulo está en lengua hebrea.

### Testigos textuales
Algunos de los primeros manuscritos que contienen el texto de este capítulo en Hebreo son del Texto Masorético, entre los que se incluye el Codex Leningradensis (1008).
También existe una traducción al griego koiné conocida como Septuaginta, realizada en los últimos siglos a. C. Los manuscritos antiguos existentes de la versión Septuaginta incluyen el Codex Vaticanus (B; {\displaystyle {\mathfrak {G}}}B; siglo IV), el Codex Sinaiticus (S; BHK: {\displaystyle {\mathfrak {G}}}S; siglo IV), y Codex Alexandrinus (A; {\displaystyle {\mathfrak {G}}}A; siglo V).

## Los problemas internos (5:1-13)
Para cualquier organización o nación, cualquier cisma interno, desigualdad o injusticia en cualquier organización o nación traerá la ruina mucho más rápido que un ataque exterior, por lo que el bienestar (y la supervivencia) de un grupo o comunidad en particular depende de su salud interna. Esta sección trata de la opresión económica entre los judíos (versículos 1-5), el juicio de Nehemías sobre el asunto (versículos 6-11) y el compromiso del pueblo (versículos 12-13). Versículo 3 se refiere a una hambruna como la causa del hambre y la inflación de los precios. El escritor metodista Joseph Benson sugiere que se trata de la hambruna anunciada por el profeta Hageo, que habló en el segundo año del rey  Darío I: «por falta de lluvia, que Dios había retenido como castigo porque el pueblo se había esmerado más en construir sus propias casas que su templo». El obispo anglicano H. E. Ryle señala una conexión con la reconstrucción de los murallas de Jerusalén registrada en el capítulo anterior: «un paro general del comercio debe haber sido el resultado de la empresa nacional. La presencia del enemigo en la vecindad impidió el trabajo agrícola libre».

### Versículo 1
Hubo una gran protesta del pueblo y de sus mujeres contra sus compatriotas judíos..
La palabra inicial de la Versión Revisada es «entonces», que, según Ryle, conecta «correctamente» este pasaje con la reconstrucción de las murallas.
El «clamor del pueblo», de צעקת העם, tsa-'ă-qaṯ hā-'ām, es un grito de opresión contra su propio pueblo, sus vecinos judíos; en contraste con el grito contra el Faraón, o el grito contra los enemigos (cf. Éxodo 14:10; Éxodo 22:23), también 'el grito a Dios por la liberación de la injusticia y el abuso' (KJV, KJV).

### Versículo 8
Y les dije: «Según nuestra capacidad, hemos redimido a nuestros hermanos judíos que fueron vendidos a las naciones. Ahora, en verdad, ¿venderán también a sus hermanos? ¿O han de ser vendidos a nosotros?» Entonces se callaron y no encontraron nada que decir.
Este Versículo «aparentemente se refiere a lo que había sido la costumbre misericordiosa de [Nehemías] y sus compatriotas cuando estaban en exilio, pero posiblemente también a su acción en Jerusalén desde su llegada. La palabra para 'redimido' aquí se traduciría literalmente como 'adquirido' o 'comprado'." En la Septuaginta, la redención de los judíos esclavizados estaba asegurada εν ἑκούσίω ημών (”en hekousiō hemōn”), mediante nuestras ofrendas voluntarias. La palabra ἑκούσιον (hekousion) aparece en la Epístola a Filemón de San Pablo, donde Pablo trata de asegurarse de que la generosidad de Filemón no esté asegurada «por compulsión, por así decirlo, sino voluntaria».

## Liderazgo con el ejemplo (5:14-19)
Como gobernador de Yehud Medinata, la provincia de Judá, Nehemías lideró con el ejemplo, donde demuestra su integridad y su adhesión inquebrantable a las leyes de Dios y su norma moral. A diferencia de los gobernadores anteriores que tomaban pan, vino y 'cuarenta siclos de plata', Nehemías se negó a cobrar impuestos, e incluso cubrió por su cuenta «las necesidades que se esperaban de un funcionario del gobierno»..

### Versículo 14
Además, desde el tiempo en que fui designado para ser su gobernador en la tierra de Judá (desde el año veinte hasta el año treinta y dos del rey Artajerjes) habían pasado doce años. Y mis compañeros y yo no habíamos comido la asignación de alimentos del gobernador. 
El nombramiento de Nehemías tuvo lugar en Nisán 444 a. C. (o 445 a. C.; el vigésimo año de Artajerjes I), según consta en Nehemías 2:1, y gobernó Judá durante 12 años.Por lo tanto, toda la primera sección del Libro de Nehemías (capítulos 1-7) pudo escribirse después del 432 a. C. (el año 32 de Artajerjes I), el año en que Nehemías regresó a la corte persa desde Jerusalén (Nehemías 13:6).

### Versículo 16
De hecho, yo también continué el trabajo en este muro, y no compramos ninguna tierra. Todos mis siervos se reunieron allí para el trabajo.
Ryle describe a Nehemías y sus amigos como «demasiado ocupados (en la reconstrucción de los muros) para interesarse en la compra de tierras». El Texto Masorético tiene el plural, no compramos.... En la Septuaginta y la Vulgata, el texto es singular, et agrum non emi, como en la Revised Standard Version, Yo también me detuve en el trabajo de este muro, y no adquirí ninguna tierra.

## Lecturas complementarias
- Blenkinsopp, Joseph, "Ezra-Nehemiah: A Commentary" (Eerdmans, 1988)
- Blenkinsopp, Joseph, "Judaism, the first phase" (Eerdmans, 2009)
- Coggins, R.J., "The Books of Ezra and Nehemiah" (Cambridge University Press, 1976)
- Ecker, Ronald L., "Ezra and Nehemiah", Ecker's Biblical Web Pages, 2007.
- Grabbe, L.L., "Ezra-Nehemiah" (Routledge, 1998)
- Grabbe, L.L., "A history of the Jews and Judaism in the Second Temple Period, Volume 1" (T&T Clark, 2004)
- Throntveit, Mark A. (1992) "Ezra-Nehemiah". John Knox Press